# Farembert
 (octobre 2014).
Le Farembert est une rivière du département du Var, en région Provence-Alpes-Côte d'Azur, et un affluent du Réal Martin, donc un sous-affluent du Gapeau.

## Géographie
Long de 7,6 km,, il prend sa source à l'ouest de Puget-ville, et conflue avec le Réal Martin à Pierrefeu-du-Var, après avoir traversé Cuers.

## Affluents
Le Farembert a deux affluents :
- Vallon de la Pouverine (Fiche SANDRE n°Y4611480)
- Ruisseau de Rémin (Fiche SANDRE n°Y4611560)